# Johann Franz Encke

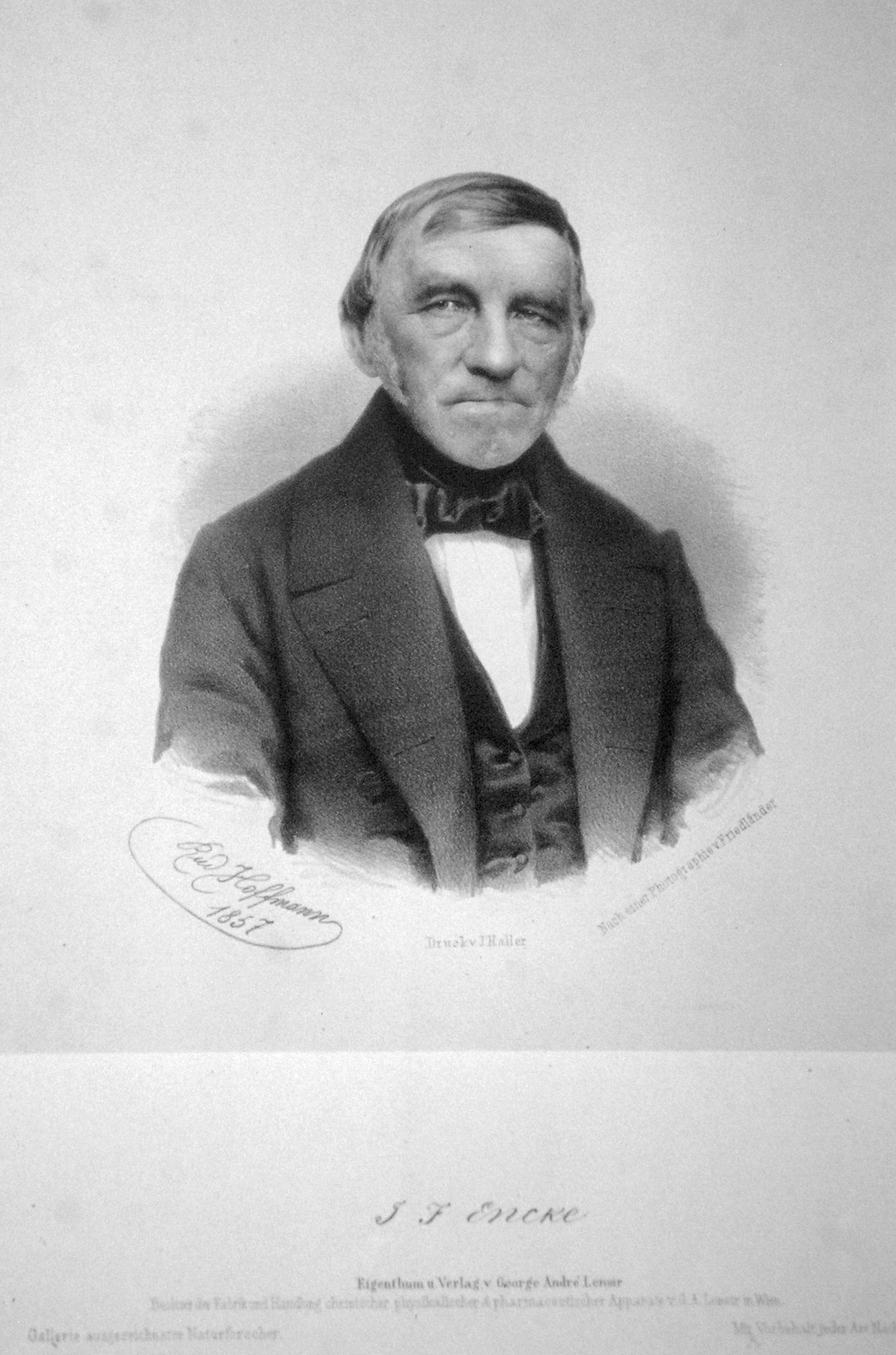
Johann Franz Encke, Lithographie von Rudolf Hoffmann, 1857

Johann Franz Encke (* 23. September 1791 in Hamburg; † 26. August 1865 in Spandau bei Berlin) war ein deutscher Astronom. Er entdeckte unter anderem die nach ihm benannte Enckesche Teilung des Saturnrings, führte an vielen Kometen die damals noch schwierigen Bahnbestimmungen durch (siehe auch Enckescher Komet) und befasste sich später intensiv mit Asteroiden. Auch bestimmte er mit hoher Genauigkeit die Sonnenparallaxe und damit die Astronomische Einheit (Entfernung Erde-Sonne).

## Leben und Wirken
Encke, mit Rufnamen Franz, war das achte von neun Kindern des Diakons der Hamburger Jacobikirche August Johann Michael Encke und seiner Frau Maria, geb. Misler (1755–1811), Tochter des Oberaltensekretärs Johann Gottfried Misler (1720–1789). Friedrich Encke, später Pastor in Eutin, und August Encke, später königlich preußischer Generalleutnant, waren seine Brüder. Der Vater starb, als Franz noch nicht vier Jahre alt war, und die Familie lebte in der Folgezeit in ärmlichen Verhältnissen. Dank der finanziellen Unterstützung eines Lehrers konnte Encke das Johanneum-Gymnasium besuchen und kam darauf auf das Akademische Gymnasium in Hamburg, worauf er später studieren konnte.
Das Studium für Mathematik und Physik begann Encke 1811 – gemeinsam mit Friedrich Bernhard Gottfried Nicolai – bei Carl Friedrich Gauß an der Universität Göttingen. Er unterbrach es jedoch 1813 und ging zum Militär, da er als Patriot an der Befreiung Deutschlands von den napoleonischen Truppen teilnehmen wollte. Nach der Befreiung Hamburgs im gleichen Jahr trat er der Hanseatischen Legion bei und diente als Feldwebel der Artillerie in Holstein und Mecklenburg. Im Herbst 1814 nahm er sein Studium in Göttingen wieder auf. Die Rückkehr Napoleons aus der Verbannung auf Elba und die Mobilisierung der französischen Truppen veranlasste Encke erneut zum Militär zu gehen. 1815 beendete er seinen Dienst als Leutnant und kehrte nach Göttingen zurück.
Während seiner Militärzeit hatte Encke den Astronomen und Staatsmann Bernhard von Lindenau kennengelernt, den Direktor der Sternwarte Gotha. Lindenau verschaffte Encke eine Stelle als Adjunkt an der Sternwarte, die er 1816 antrat. 1820 wurde Encke Vizedirektor und als Lindenau 1822 ganz in die Politik zurückging, übernahm er dessen Position. In dieser Zeit vollendete Encke sein Werk über die Venustransite der Jahre 1761 und 1769, aus denen er die Parallaxe der Sonne ableitete. Er berechnete die Umlaufbahnen mehrerer Kometen, u. a. des Großen Kometen von 1680 und des nach ihm benannten kurzperiodischen Enckeschen Kometen. Bei der Auswertung der Beobachtungsdaten wandte er die Methode der kleinsten Quadrate an, um statistische Fehler zu minimieren.
1823 heiratete er Amalie Becker, die Tochter des Buchhändlers und Verlegers Rudolph Zacharias Becker, des Herausgebers der Deutschen Nationalzeitung und Verlegers der Schriften der Seeberg-Sternwarte. Mit ihr hatte er drei Söhne und zwei Töchter.
Auf Empfehlung von Friedrich Wilhelm Bessel wurde Encke 1825 zum Direktor der Sternwarte von Berlin und Mitglied der Akademie der Wissenschaften ernannt, deren Sekretär er wurde. Die Sternwarte war damals im Turm des erweiterten Dorotheenstädtischen Marstalles untergebracht. Da die Ausstattung der Sternwarte dürftig und die Räumlichkeiten unzureichend waren, plante Encke einen Neubau. Mit der Unterstützung von Alexander von Humboldt und der Zustimmung des preußischen Königs Friedrich Wilhelm III. entstand im Süden Berlins eine Sternwarte, die vom Architekten Karl Friedrich Schinkel ausgeführt wurde. Die neue Berliner Sternwarte wurde 1835 unter Enckes Direktorat in Betrieb genommen.

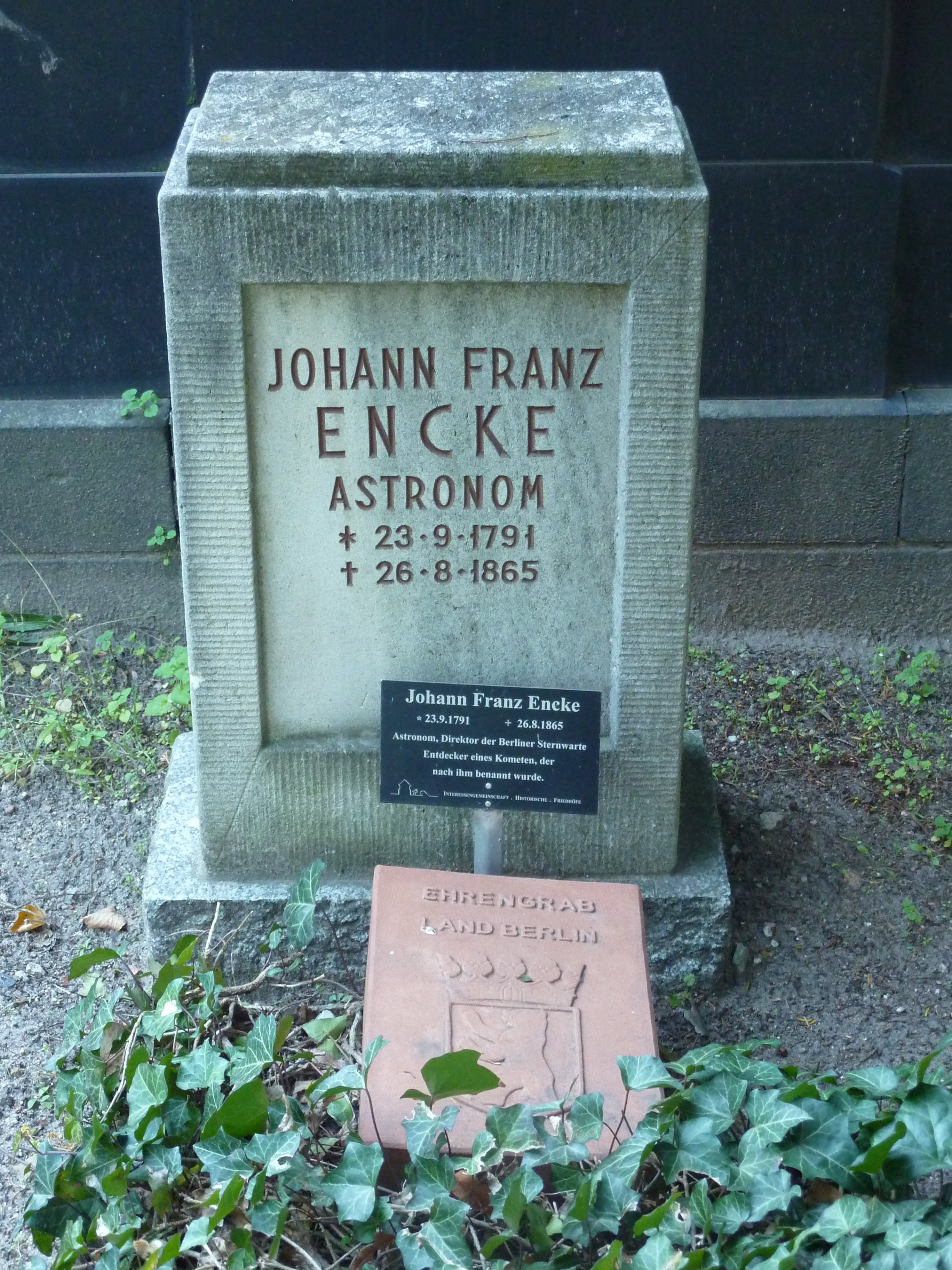
Ehrengrab auf dem Friedhof II der Jerusalems- und Neuen Kirchengemeinde Abt. 2, G2

Er leitete die Anfertigung des Sternkartenwerks der Berliner Akademie von 1825 bis 1859 und gab das Astronomische Jahrbuch von 1827 bis 1863 heraus.
1844 wurde Encke zum Professor für Astronomie an der Friedrich-Wilhelms-Universität zu Berlin ernannt. Zu seinen Schülern zählten u. a. die späteren Professoren Wilhelm Foerster und Franz Brünnow.
1837 entdeckte er eine 325 km breite Teilung in den Saturnringen, die heute Enckesche Teilung genannt wird.
Encke wandte sich dem Problem der Bahnbestimmung von Asteroiden zu. Aufgrund der gravitativen Wirkung größerer Himmelskörper treten mitunter größere Bahnstörungen auf. Encke wandte die Infinitesimalrechnung auf das Problem an und stellte 1849 eine Methode vor, nach der die Bahnelemente eines Himmelskörpers anhand von nur drei Beobachtungen ermittelt werden können.
Im Juli 1826 trat Encke dem Montagsklub in Berlin bei und wurde gleich zum Archivar gewählt. Ab 1858 war er Senior des Montagsklub. Dieses Amt behielt er bis 1864, als er sich aus dem öffentlichen Leben zurückzog.
1859 erlitt Encke einen Schlaganfall, an dessen Folgen er für den Rest seines Lebens litt. 1864 bat er um Entbindung von seinen Ämtern und zog sich aus dem öffentlichen Leben zurück. Er verstarb am 26. August 1865 in Spandau. Sein Nachfolger wurde Wilhelm Julius Foerster.

## Ehrungen

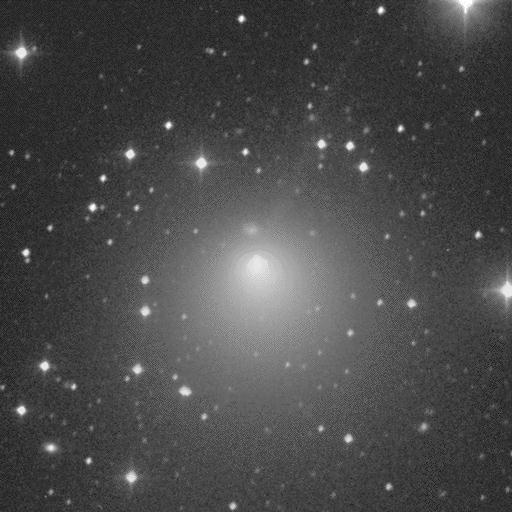
Komet 2P/Encke, Aufnahme des Kitt-Peak-Nationalobservatoriums vom 5. Januar 1994.

Für seine Leistungen wurden Encke zahlreiche Ehrungen und Auszeichnungen zuteil. Er erhielt zweimal (1824 und 1830) die Goldmedaille der Royal Astronomical Society. 1828 zeichnete ihn die Royal Society mit der Royal Medal aus. 1842 wurde er in den preußischen Orden Pour le Mérite für Wissenschaften und Künste und 1853 in den Bayerischen Maximiliansorden für Wissenschaft und Kunst aufgenommen. Am 19. Dezember 1825 wurde er korrespondierendes Mitglied der Académie des sciences. 1829 wurde er in die Académie royale de Bruxelles, 1830 in die Göttinger Akademie der Wissenschaften, 1839 in die American Philosophical Society, 1841 in die Royal Society of Edinburgh, 1849 in die American Academy of Arts and Sciences, 1852 in die Bayerische Akademie der Wissenschaften und 1858 zum Mitglied der Leopoldina gewählt.
Zu seinem Gedenken wurden neben der Enckeschen Teilung und dem Enckeschen Kometen auch der Mondkrater Encke, der Asteroid (9134) Encke, die Enckestraße in Gotha, die Berliner Enckestraße, an deren Standort sich die Berliner Sternwarte befunden hatte, und in Hamburg der Enckeplatz benannt.
Sein Grab ist als Ehrengrab der Stadt Berlin gewidmet.

## Schriften
- Betrachtungen über die Anordnung des Sternsystems: ein Vortrag im wissenschaftlichen Vereine zu Berlin am 3. Februar 1844. Besser, Berlin 1844 Digitalisat
- Die Entfernung der Sonne von der Erde aus dem Venusdurchgange von 1761 hergeleitet von J.F.Encke Vice-Direktor der Sternwarte Seeberg. Gotha 1822 Digitalisat